# Episodi di Wolfblood - Sangue di lupo (terza stagione)
La terza stagione della serie televisiva Wolfblood - Sangue di lupo è stata trasmessa in prima visione assoluta nel Regno Unito sul canale CBBC Channel dal 15 settembre 2014 al 27 ottobre 2014. 
In Italia la stagione è stata trasmessa su Disney Channel Italia dal 23 febbraio 2015 al 12 marzo 2015. 
Nel Regno Unito a questa stagione è stata accompagnata una webserie chiamata Jana Bites di 7 webepisodi di 2-3 minuti incentrati su Jana, rilasciati in internet durante il corso della stagione. Tuttavia, questi possono essere considerati se congiunti, un solo episodio completo, infatti nel Regno Unito, alla fine della stagione questo è stato trasmesso come il 14º episodio della terza serie e in Italia è stato trasmesso come primo episodio di questa.
| nº       | Titolo originale                  | Titolo italiano                  | Prima TV UK       | Prima TV Italia  |
| -------- | --------------------------------- | -------------------------------- | ----------------- | ---------------- |
| webserie | Jana Bites                        | Il nuovo Alpha                   | 28 ottobre 2014   | 23 febbraio 2015 |
| 1        | Ulterior Motives                  | Segolia Corporation              | 15 settembre 2014 | 24 febbraio 2015 |
| 2        | Alpha Material                    | Salvate Jana                     | 16 settembre 2014 | 25 febbraio 2015 |
| 3        | With Friends Like These           | I due mondi di Jana              | 22 settembre 2014 | 26 febbraio 2015 |
| 4        | Wolfblood is Thicker Than Water   | La famiglia viene prima di tutto | 23 settembre 2014 | 27 febbraio 2015 |
| 5        | The Dark Ages                     | I cimeli del capo branco         | 29 settembre 2014 | 2 marzo 2015     |
| 6        | Who's Afraid Of The Big Bad Wolf? | Chi ha paura del lupo cattivo?   | 30 settembre 2014 | 3 marzo 2015     |
| 7        | Wolves Among Us                   | Tutti mentono                    | 6 ottobre 2014    | 4 marzo 2015     |
| 8        | Dark of the Rune                  | Il passaggio della cometa        | 7 ottobre 2014    | 5 marzo 2015     |
| 9        | The Cure                          | La cura                          | 13 ottobre 2014   | 6 marzo 2015     |
| 10       | The Cult Of Tom                   | Come un brutto sogno             | 14 ottobre 2014   | 9 marzo 2015     |
| 11       | The Suspicions of Mr Jeffries     | I sospetti del signor Jeffries   | 20 ottobre 2014   | 10 marzo 2015    |
| 12       | Cerberus                          | Cerberus                         | 21 ottobre 2014   | 11 marzo 2015    |
| 13       | Moonrise                          | La trasformazione                | 27 ottobre 2014   | 12 marzo 2015    |

## Il nuovo Alpha
- Titolo originale: Jana Bites
- Diretto da: Ben Goodger
- Scritto da: Neil Jones

Jana, che ha deciso di partire per sostituire il padre come "alfa" del branco, ha il suo ben da fare per farsi rispettare dai sangue di lupo selvaggi. Dovrà affrontare difficoltà contando su un unico aiuto: quello della madre di Rhydian la quale diviene per lei come una madre adottiva.

## Segolia Corporation
- Titolo originale: Ulterior Motives
- Diretto da: Matthew Evans
- Scritto da: Debbie Moon

Rhydian incontra Dacia, che lavora per la Segolia Corporation. Lei, come molti dei suoi colleghi, è un sangue di lupo e racconta a Rhydian che la società ha organizzato un trasferimento sicuro per gli Smith in Canada.

## Salvate Jana
- Titolo originale: Alpha Material
- Diretto da: Matthew Evans
- Scritto da: Debbie Moon

Rhydian, Tom e Shannon ricevono la notizia che Maddy è fuggita in Canada. Nel frattempo Jana riappare a Stoneybridge, ma qualcuno le ha sparato, mentre era trasformata in lupo, ed ora è in pericolo di vita. Rhydian, con uno stratagemma, riesce però a farla curare.

## I due mondi di Jana
- Titolo originale: With Friends Like These
- Diretto da: Matthew Evans
- Scritto da: Sophie Petzal

Liam sospetta che i sangue di lupo siano entrati nel suo terreno per cacciare di frodo. Il sospetto è fondato, ma Tom e Shannon intervengono. Intanto, Jana rassicura Aran affermando che torneranno insieme al branco selvaggio.

## La famiglia vien prima di tutto
- Titolo originale: Wolfblood is Thicker Than Water
- Diretto da: Matthew Evans
- Scritto da: James Whitehouse & Hannah George

Gerwyn, il padre biologico di Rhydian, ricompare. Chiede perdono e sostiene di essere perseguitato per una falsa storia di sottrazione fondi alla Segolia. I sangue di lupo lo difendono, ma Gerwyn decide di andarsene per non metterli in pericolo.

## I cimeli del capo branco
- Titolo originale: The Dark Ages
- Diretto da: Matthew Evans
- Scritto da: Debbie Moon

Katrina trova in soffitta una scatola che custodisce cimeli risalenti al medioevo, quando gli uomini erano alleati con i sangue di lupo. Intanto, Jana e Ceri scoprono che Meinir si è autoproclamata capobranco.

## Chi ha paura del lupo cattivo?
- Titolo originale: Who's Afraid Of The Big Bad Wolf?
- Diretto da: Jermain Julien
- Scritto da: Catrin Clarke

Jana è stata abbandonata dal suo branco e il dolore che adesso la divora può essere pericoloso. Infatti con la luna piena il Morwal, il lupo interiore primordiale potrebbe prendere il sopravvento.

## Tutti mentono
- Titolo originale: Wolves Among Us
- Diretto da: Jermain Julien
- Scritto da: Sophie Petzal

Mentre Shannon sta per iniziare la sua esperienza lavorativa alla Segolia, Rhydian cerca di rasserenare Jana. Ma l'idea di una giornata nei boschi alla ricerca delle origini lo porta a raccontare un sacco di bugie.

## Il passaggio della cometa
- Titolo originale: Dark of the Rune
- Diretto da: Jermain Julien
- Scritto da: James Whitehouse & Hannah George

Alla Bradlington high si stanno preparando a osservare il passaggio della cometa di Bayle. Ceri avverte Jana e Rhydian che l'evento porterà qualcosa di brutto. Infatti al momento del passaggio Jana e Rhydian perdono conoscenza.

## La cura
- Titolo originale: The Cure
- Diretto da: Jermain Julien
- Scritto da: Paul Mousley

Shannon, Tom e Jana vanno alla Segolia. Mentre Rebecca applica a Kinkeid il siero e Shannon assiste sbalordita ai suoi effetti, Tom trova una strana siringa, la usa per sbaglio su sé stesso e diventa un sangue di lupo.

## Come un brutto sogno
- Titolo originale: The Cult Of Tom
- Diretto da: Sallie Aprahamian
- Scritto da: Neil Jones

Sotto l'effetto del siero trovato alla Segolia, Tom assume i super poteri dei sangue di lupo. Rhydian e Jana si recano al Kafè, e quando finalmente Tom perde i sensi Ceri, con i suoi antichi rituali, lo guarisce.

## I sospetti del signor Jeffries
- Titolo originale: The Suspicions of Mr Jeffries
- Diretto da: Sallie Aprahamian
- Scritto da: Debbie Moon

Incuriosito dal comportamento di Tom, il signor Jeffries segue lui e i suoi amici fino alla casa degli Smith. Victoria lo cattura ma viene liberato da Rhydian, che si è trasformato in lupo. Il signor Jeffries manterrà il suo segreto?

## Cerberus
- Titolo originale: Cerberus
- Diretto da: Sallie Aprahamian
- Scritto da: Lee Walters

Il signor Jeffries confessa il suo smarrimento alla dottoressa Whitewood. Intanto, Shannon si rende conto che le accuse mosse contro il padre di Rhydian sono frutto di un complotto architettato da Alex.

## La trasformazione
- Titolo originale: Moonrise
- Diretto da: Sallie Aprahamian
- Scritto da: Debbie Moon

Dopo aver scoperto il piano di Alex, Rhydian e Yana ritrovano il branco, imprigionato dal ricercatore. La luna sta per salire in cielo e i sangue di lupo dovranno salvare la loro specie. 